# Homerazzi
Гомерацці (англ. Homerazzi) — 394-та серія серіалу Сімпсони, та сімнадцята серія 18-го сезону. У США ця серія з’явилася 25 березня 2007 року на телеканалі Fox.

## Сюжет
У свій день народження Гомерові ніяк не вдається задути свічки на святковому торті. Виснажений і розлючений він проводить за цим зайняттям години, аж поки не гасить свічки у результаті нещасного випадку, під час якого в хаті Сімпсонів займається пожежа.
Після пожежі Мардж приходить до висновку, що в полум’ї пожежі вони ледве не втратили найцінніші речі їхньої сім’ї — отже вона вирішує вжити заходів, щоб зберегти все найцінніше, що вони мають. Вона вирішує придбати вогнебезпечний сейф і кожний член сім’ї отримує право покласти туди, те що вважає найціннішим. Мардж кладе сімейний альбом, Гомер і діти кладуть іграшки і одеколон. Раптом одна з іграшок Барта спричиняє пожежу всередині сейфа і альбом Мардж згорає в полум’ї.
Ця трагедія спонукає Мардж перезняти всі фотографії, що вони мали раніше. Під час однієї з зйомок одна з видатних особистостей міста потрапляє ненароком в фото в скандальній ситуації. Сімпсони вирішують продати фотографію жовтій пресі і отримують за неї великі гроші. Таким чином, Гомер вирішує стати папарацці і заробляти на скандалах знаменитостей Спрінґфілда.
Швидко Гомер стає одним з провідних папарацці міста і його неможливо зупинити. На весіллі Райнера Вульфкасла Гомер своєю поведінкою і скандальними зйомками принижує декілька гостей і вони вирішують помститися Гомеру. Їм вдається зробити такі ж принижуючі фотографії з Гомера, які теж публікують у бульварній пресі. Пригнічений ганьбою Гомер вирішує покінчити з професією папарацці, але під впливом Мо він вирішує зробити ще декілька знімків на останок. Тим часом знаменитості Спрінґфілда не підозрюючи, що Гомер повернувся до папарацці веселяться на вечірці у часом дуже компрометуючих ситуаціях. Поява Гомера захоплює їх зненацька і вони навіть не намагаються сховатися від нього.
У розпачі Райнер Вульфкасл питає Гомера, чому він їх переслідує і благає дати їм спокій і не публікувати скандальні фотографії. Гомер погоджується за умови, що знаменитості будуть теж краще відноситися до фанатів і всіх прихильників загалом. Серія закінчується сценою вечірки на нафтовій платформі, куди Вульфкасл запросив всіх щоб висловити свою вдячність за щасливий кінець історії.

## Цікавинки
- У цій серії Райнер Вольфкасл одружується з Марією Шрайвер Кеннеді Квімбі, що є пародією на Арнольда Шварценнеґера і його дружину, теж із родини Кеннеді.
- У цій серії сценаристи зробили пародію на те, як Брітні Спірз перед камерами папарацці тримала в машині дитину на руках без ремнів безпеки. В цій серії Меґґі опиняється майже в такій же ситуації, що і дитина Спірз.
- Автори сценарію також обіграли ім’я однієї з американських знаменитостей — мільйонерки Періс Гілтон. Одна з дочок техаського мільйонера мультфільму теж називалася Періс.
- Одним з найсмішніших моментів було згадування другого імені Вульфкасла - Люфтваффе.